# Питикито (муниципалитет)
Питикито (исп. Pitiquito) — муниципалитет в Мексике, штат Сонора, с административным центром в одноимённом посёлке. Численность населения, по данным переписи 2020 года, составила 9122 человека.

## Общие сведения
Название Pitiquito было дано в честь индейского вождя народа пима, которого звали Пити или Питик.
Площадь муниципалитета равна 9820 км², что составляет 5,5 % от площади штата, а наиболее высоко расположенное поселение Лас-Пеньитас, находится на высоте 898 метров.
Он граничит с другими муниципалитетами Соноры: на северо-западе с Каборкой, на севере с Альтаром, на востоке с Тринчерасом и Карбо, на юге с Эрмосильо, а на юго-западе берега муниципалитета омываются водами Калифорнийского залива.

## Учреждение и состав
Муниципалитет был образован в 1914 году, по данным 2020 года в его состав входит 181 населённый пункт, самые крупные из которых:
| Код INEGI                  | Населённый пункт                                                                           | Численность населения (2005 год) | Численность населения (2010 год) | Численность населения (2020 год) |
| -------------------------- | ------------------------------------------------------------------------------------------ | -------------------------------- | -------------------------------- | -------------------------------- |
| 047                        | Всего                                                                                      | 9117                             | 9468                             | 9122                             |
| 0001                       | Питикито (исп. Pitiquito) 30°40′34″ с. ш. 112°03′14″ з. д. (административный центр)        | 5018                             | 5410                             | 5139                             |
| 0065                       | Пуэрто-Либертад (исп. Puerto Libertad) 29°54′33″ с. ш. 112°41′11″ з. д.                    | 2823                             | 2782                             | 2750                             |
| 0027                       | Эль-Десембоке (исп. El Desemboque) 29°30′19″ с. ш. 112°23′46″ з. д.                        | 253                              | 287                              | 329                              |
| 0032                       | Эстасьон-Питикито (исп. La Estación (Estación Pitiquito)) 30°41′17″ с. ш. 112°01′02″ з. д. | 192                              | 201                              | 214                              |
| 0533                       | Санта-Матильде (исп. Santa Matilde) 30°39′09″ с. ш. 111°55′42″ з. д.                       | 186                              | 159                              | 178                              |
| 0035                       | Феликс-Гомес (Эль-Дипо) (исп. Félix Gómez (El Dipo)) 29°50′16″ с. ш. 111°28′47″ з. д.      | 207                              | 176                              | 100                              |
| 0448                       | Ла-Колония (исп. La Colonia) 30°41′01″ с. ш. 112°00′40″ з. д.                              | 97                               | 86                               | 73                               |
| —                          | Прочие                                                                                     | 341                              | 367                              | 339                              |
| Названия на карте Генштаба |                                                                                            |                                  |                                  |                                  |

## Экономическая деятельность
По статистическим данным 2000 года, работоспособное население занято по секторам экономики в следующих пропорциях:
- сельское хозяйство, скотоводство и рыбная ловля — 29,2 %;
- промышленность и строительство — 28,9 %;
- торговля, сферы услуг и туризма — 37,5 %;
- безработные — 4,4 %.

## Инфраструктура
По статистическим данным 2020 года, инфраструктура развита следующим образом:
- электрификация: 94,8 %;
- водоснабжение: 82,6 %;
- водоотведение: 94,2 %.